# گئورگ کرشنشتاینر
گئورگ کرشن اشتاینر یا کرشنشتاینر(آلمانی: Georg Kerschensteiner؛ ۲۹ ژوئیهٔ ۱۸۵۴ – ۱۵ ژانویهٔ ۱۹۳۲) یک آموزگار اهل آلمان بود.
کرشن اشتاینر از سال 1895 تا 1919 در مدارس مونيخ مشغول به مديريت و یا تدریس بوده است و در سال 1920 به عنوان استاد دانشگاه مونيخ شروع به فعاليت کرد.
ایشان به دليل توسعه يک رويکرد عملگرايانه به آموزش شهرت دارد که شامل مطالعه آکادميک با فعاليت بدني و ايجاد شبکه آموزشگاه هاي فني حرفه اي است.

### وجه مشترک فعالیت های او
اشتاينر در کتاب متفکران تعليم تربيت يونسکو به عنوان مربي نو آوري که با پستالوزي و کمنيوس هم دوره بوده معرفي شده است. وجه مشترک همه فعاليت هاي وي اعم از معلم ، مدير مدارس دولتي ،سياستمدار و استاد دانشگاه، توجه مدام براي تبديل بينش هاي نظري به عمل است.

### آثار مکتوب کرشنشتاینر
◦از آثار مکتوب کرشن اشتاينر مي توان به مسائل اوليه در سازمان مدارس، مفهوم مدرسه کار، توسعه مهارت طراحي و... نام برد.

### اصول آموزش و پرورش از نظر کرشن اشتاینر
◦۲_۱؛اصل فردیت و اصل کمال و جامعیت: زیرامجموعه وجودفردی و غریزی است که باید به موجود عاقل تبدیل شود
◦۳_ اصل اجتماعی:زیرا جنبه غایی فرهنگ را نشان می دهد.
◦ 4_اصل آنیت:که بهترین طریقه آماده کرد طفل برای آینده اش میسر می سازد
◦۵_اصل فعالیت :زیرا هدف هضم جذب درونی و فعال ارزش ها به وسیله فرد است نه تقلید کور کورانه
◦۶_۷اصل سلطه و اعتبار و اصل آزادی : بسته به این است ک طفل تا چه حد مستقل و یا وابسته است و چه حد زیر نظارت دیگران یا مختار است

### نکته تمایز کرشن اشتاینر با دیگران
◦می توان بیان داشت آنچه که نظریه او را از نظریه های دیگر مانند نظریه (دیویی) متمایزمی کند اعتقاد او به لزوم داشتن   فلسفه ای کلی دربارۀ هستی و ارزشهای موجود درآن و نیز تصور جامعه وانسان آرمانی در تعیین اصول و شیوه های آموزش و پرورش است

### نظریه پرداز مدارس کار(فنی و حرفه ای)
در ۱۹۱۲ "مفهوم مدرسه کار" را منتشر کرد که در آن وظایفی را که برای درگیر شدن در کارهای سازمان داخلی مدارس نیاز است و همچنین اصلاحات آموزشی و روش شناختی ای که مورد نیاز برای اجرای درست کارها است، مرور کرده بود. اشتاینر در آموزش، مدرسه کار را به مثابه ابزار کسب استقلال و ابزار خودجوش کسب دانش می بیند. اهمیت منتسب به واژه "کار با دست" و "کار عملی" فراتر از سطح مهارت خالص و شایستگی ای است که در اصل استقلال آموزشی و فعالیت های مسئولانه گنجانده شده است. استقلال روحی و ذهنی و کار مسئولانه، برای شایستگی و کفایت اجرای کار با دست، مترادف با اخلاق است.

### جایزه گئورگ کرشن اشتاینر
◦جایزه گئورگ کرشن اشتاینر را می توان برای دستاوردهای برجسته در زمینه های زیر اعطا کرد که به آموزش کمک می کند:
◦ الف) تدریس در مدارس، دانشگاه ها و تحصیلات تکمیلی، ب) تحقیق در مورد فرآیندهای تدریس و یادگیری و ج) توسعه و تحقیق در مورد مفاهیم جدید. و رسانه های آموزشی و ارزیابی علمی آنها.جایزه شامل موارد زیر است:جایزه 3000 یورویی به همراه یک گواهی
◦چند تن از برندگان جوایز کرشن اشتاینر:
◦مایکل وینکهاوس 2010
◦ارنست لایتنر و اولی فینکه 2011
◦کریستین هیلشرون 2012
◦...